# Tucheng
Tucheng (chiń. upr. 土城区; chiń. trad. 土城區; pinyin Tǔchéng qū; Wade-Giles T’u-ch’eng ch’ü; pe̍h-ōe-jī Thô-siâⁿ-khu) – dzielnica (chiń. 區, qū) miasta wydzielonego Nowe Tajpej na Tajwanie. Znajduje się w zachodniej części miasta. Przemysł spożywczy, elektroniczny.
23 czerwca 2009 komitet przy Ministrze Spraw Wewnętrznych Republiki Chińskiej zarekomendował przekształcenie dotychczasowego powiatu Tajpej (chiń. trad. 臺北縣; pinyin Taibei xiàn) w miasto wydzielone; wszystkie miasta (chiń. 市, shì), jak Tucheng, i gminy wchodzące w skład powiatu zostały przekształcone w dzielnice (chiń. 區, qū). Ustawa weszła w życie 25 grudnia 2010 roku.
Populacja dzielnicy Tucheng w 2016 roku liczyła 238 500 mieszkańców – 120 721 kobiet i 117 779 mężczyzn. Liczba gospodarstw domowych wynosiła 86 503, co oznacza, że w jednym gospodarstwie zamieszkiwało średnio 2,76 osób.

## Demografia (2010–2016)
| Rok  | Liczba ludności | Gęstość zaludnienia | Kobiety | Mężczyźni | Gospodarstwa domowe |
| ---- | --------------- | ------------------- | ------- | --------- | ------------------- |
| 2010 | 238 477         | 8068                | 119 172 | 119 305   | 81 994              |
| 2011 | 239 156         | 8091                | 119 791 | 119 365   | 83 316              |
| 2012 | 239 717         | 8110                | 120 396 | 119 321   | 84 453              |
| 2013 | 239 258         | 8094                | 120 471 | 118 787   | 85 009              |
| 2014 | 239 270         | 8094                | 120 679 | 118 591   | 85 549              |
| 2015 | 238 703         | 8075                | 120 550 | 118 153   | 85 968              |
| 2016 | 238 500         | 8068                | 120 721 | 117 779   | 86 503              |